# Lynley Hannen
Lynley Hannen, née le 27 août 1964 à Dunedin, est une rameuse d'aviron néo-zélandaise.

## Carrière
Lynley Hannen participe aux Jeux olympiques de 1988 à Séoul et est médaillée de bronze en deux sans barreuse avec sa partenaire Nicola Payne. 